# Rebecca Wisocky
Rebecca Wisocky (York (Pennsylvania), 12 november 1971) is een Amerikaanse actrice.

## Biografie
Wisocky werd geboren in York (Pennsylvania), en begon aldaar met acteren in de lokale theater The Belmont Theatre waar zij in haar tienerjaren de meeste tijd doorbracht. Later studeerde zij af aan de Pennsylvania Governor's School for the Arts in Erie (Pennsylvania). Na haar afstuderen verhuisde zij naar New York waar zij in theaterwetenschap afstudeerde aan de New York-universiteit.

## Filmografie

### Films
- 2022 Amsterdam - als mrs. Moran
- 2022 Blonde - als Yvet
- 2018 Ralph Breaks the Internet - als Ebay Elayne (stem)
- 2015 Hello, My Name Is Doris - als Anne Patterson
- 2011 Circling the Drain - als Elise Fama
- 2011 Atlas Shrugged: Part I – als Lilian Rearden
- 2011 Swallow – als dr. Nagle
- 2011 Circling the Drain – als Elise Fama
- 2010 Ghosts/Aliens – als Deb Hamburger
- 2009 My Two Fans – als Patricia
- 2008 Henry May Long – als Mary
- 2007 The Picture of Dorian Gray – als Ursula Wooten
- 2006 Funny Money – als MM. Virginia
- 2006 Untitled Patricia Heaton Project – als Heike Gaert
- 2005 Escape Artists – als Rachel
- 2000 Pollock – als Dorothy Seiberling
- 2000 It Had to Be You – als serveerster
- 1996 The Fountain of Death – als Ashley

### Televisieseries
Uitgezonderd eenmalige gastrollen.
- 2021-2023 Ghosts - als Hetty Woodstone - 53 afl.
- 2021 Dopesick - als Cynthia McCormick - 3 afl.
- 2020 Star Trek: Picard - als Ramdha - 3 afl.
- 2019 For All Mankind - als Marge Slayton - 4 afl.
- 2018 Heathers - als mrs. Chandler - 4 afl.
- 2016 - 2017 Graves - als dr. Sandra Schwartz - 2 afl.
- 2017 The Sinner - als Margaret Lacey - 2 afl.
- 2017 Rebel - als Elsa Folster - 3 afl.
- 2013 - 2016 Devious Maids - als Evelyn Powell - 49 afl.
- 2015 The Exes - als Victoria - 2 afl.
- 2010-2013 The Mentalist – als Brenda Shettrick – 9 afl.
- 2011 American Horror Story – als Lorraine Harvey – 3 afl.
- 2011 The Young and the Restless – als rechter Click – 3 afl.
- 2010-2011 90210 – als schooldirectrice Nowack – 4 afl.
- 2011 Big Love – als Emma Smith – 2 afl.
- 2009 Saving Grace – als Millie Holm – 2 afl.

### Computerspellen
- 2023 Star Wars Jedi: Survivor - als Doma Dendra
- 2020 Star Wars: Squadrons - als Kierah 'Gunny' Koovah
- 2017 Dishonored: Death of the Outsider - als Cultists

- International Standard Name Identifier: 0000 0000 4955 1920
- Library of Congress Control Number: nr99029084
- Virtual International Authority File: 56533529
- WorldCat: E39PBJtcMrW6DyrBP6dT7RMQMP